# Мельбурн Сіті
«Ме́льбурн Сіті» (англ. «Melbourne City FC») — австралійський футбольний клуб з Мельбурна. Заснований у 2009 році. До червня 2014 року відомий як «Ме́льбурн Гарт», англ. «Melbourne Heart FC». Виступає в A-League, найвищій лізі Австралії.
У січні 2014 року був придбаний власниками «Манчестер Сіті» за 12 мільйонів доларів. Двадцять відсотків клубу належать групі бізнесменів від клубу регбіліг «Мельбурн Сторм». 5 червня 2014 року клуб оголосив про зміну назви на «Мельбурн Сіті» та представив нову емблему. Того ж дня було оголошено, що в клуб перейде Давід Вілья на праві оренди з «Нью-Йорк Сіті» .

## Рекорди
- Найбільша перемога: 6-0 над «Мельбурн Вікторі» (6 березня 2021); 5-0 над «Веллінгтон Фенікс» (16 лютого 2014 року) та «Аделаїда Юнайтед» (21 січня 2018)
- Найбільша поразка: 0-4 «Брисберн Роар» (25 вересня 2010) та «Сідней» (10 лютого 2018 року); 1-5 від «Веллінгтон Фенікс» (30 листопада 2014)
- Найбільша кількість глядачів вдома: 25,897 проти «Мельбурн Вікторі» (8 жовтня 2010)
- Найменша кількість глядачів вдома: 26,579 проти «Мельбурн Вікторі» (23 грудня 2011)

## Титули і досягнення
- Переможець плей-оф чемпіонату Австралії A-League: 2021
- Фіналіст плей-оф чемпіонату Австралії A-League: 2020
- Переможець регулярної першості A-League: 2021
- Фіналіст регулярної першості A-League: 2020
- Володар Кубка Австралії: 2016